# Widerschein des Feuers
Widerschein des Feuers (russisch Отблеск костра, Otblesk kostra) ist eine dokumentarisch gefärbte Erzählung des sowjetischen Schriftstellers Juri Trifonow, die im Februarheft 1965 der Moskauer Literaturzeitschrift Snamja und 1966 in Buchform im Moskauer Verlag Sowetski pissatel erschien.
„… der Grundgedanke dieses Buches ist“, eröffnet der Autor, „die Wahrheit zu schreiben, wie grausam und absonderlich sie auch sein mag. Die Wahrheit aber wird von Nutzen sein – irgendwann.“

## Familiengeschichte

### Überblick
Das Feuer im Titel meint drei russische Revolutionen – die von 1905 sowie die im Februar und Oktober 1917. Mit dem Widerschein im Titel werden Wirkungen der drei Ereignisse auf die Monarchie und deren erbitterte Gegner in Russland angesprochen. Unter Verwendung von Archivmaterial erzählt Juri Trifonow aus seiner Familiengeschichte. Hauptpersonen sind sein Vater Walentin Trifonow und dessen drei Jahre älterer Bruder Jewgeni Trifonow (1885–1937). Vater und Onkel Jewgeni kämpften während des Bürgerkrieges am Don und im Kaukasus auf Seiten der Bolschewiki gegen die Weißen. Der Eisenbahnschlosser Walentin Trifonow, 1904 in Rostow in die Partei eingetreten, war nicht irgendwer, sondern gegen Ende des Bürgerkrieges „Mitglied des Revolutionären Kriegsrats der Kaukasusfront“. Die Zeit nach dem Bürgerkriege, also nach 1921, umreißt Juri Trifonow mit wenigen Sätzen. Sein Vater wurde Vorsitzender des Erdölsyndikats und Stellvertreter des Leiters der Hauptverwaltung für Brennstoffindustrie. 1923 bis 1924 war Walentin Trifonow Vorsitzender des Militärkollegiums am Obersten Gericht und darauf Attaché in China und Finnland. Anfang 1937 gab er das Manuskript seines Buches „Die Konturen eines künftigen Krieges“ den alten Kampfgenossen aus Bürgerkriegszeiten Stalin, Molotow, Woroschilow und Ordshonikidse vor dem Druck zur Einsichtnahme. Stalin passte die im Manuskript geäußerte eindringliche Warnung vor einem Überraschungsangriff der Faschisten auf die Sowjetunion nicht ins aktuelle politische Konzept. Deshalb antworteten weder Stalin noch Molotow noch Woroschilow. Nachdem Walentin Trifonow vom Selbstmord Ordshonikidses in der zweiten Februarhälfte 1937 erfahren hatte, bekam er vier Monate später Stalins Antwort. „Männer in Uniform“ holten den Vater am 22. Juni 1937 auf der Datsche in Serebrjani Bor ab. Walentin Trifonow wurde im März 1938 erschossen. Jewgeni Trifonow kämpfte 1925 bis 1927 in Usbekistan gegen die Basmatschen. Darauf studierte er an der Militärakademie, schrieb Theaterstücke und Prosa, förderte das Flugwesen und starb 1937, aus der Partei ausgeschlossen, an einem Herzschlag.
Juri Trifonow hat sich in Archiven zu der Zeit bis 1921 umgesehen, weil der Vater und der Onkel Jewgeni wenig Schriftliches aus jener Zeit hinterlassen hatten. Der Autor vermutet, beide hielten sich vor und während des Bürgerkrieges vorsichtig-bescheiden zurück. Umso wertvoller erwiesen sich zwei Quellen aus der Familie. Geschrieben hatten sie Tatjana Alexandrowna Slowatinskaja (1879–1957), die erste Frau von P. A. Lurje und deren Sohn Pawel Lurje. Die Großmutter Tatjana Slowatinskaja – also die Mutter von Juri Trifonows Mutter Shenja – stammte aus Vilnius, hatte 1903 Kalinin in Reval kennengelernt, war Parteimitglied seit 1905, hatte am Petersburger Konservatorium Musik studiert, später als Verlagskorrektorin gearbeitet und als Berufsrevolutionärin in Petersburg eine illegale Druckerei betrieben. Tatjana Slowatinskaja begegnete Lenin nach 1905 in ihrer Petersburger konspirativen Wohnung, sodann 1907 in Kuokkala und nach 1917 im Taurischen Palais, im Smolny sowie als Sekretärin in Moskau. Ihr Sohn Pawel Lurje, 1903 geboren, hatte ab der Februarrevolution 1917 ein Tagebuch geführt und im Mai 1918 Juri Trifonows Vater als Adjutant an den Don und in den Kaukasus begleitet. Pawels Tagebucheintragungen ab Anfang 1917 über den Bürgerkrieg zitiert Juri Trifonow verstreut über weite Strecken seines Textes. Pawel Lurje hörte Lenins Rede zu den Aprilthesen im Taurischen Palais. Dort habe sich Lenin gegen ein Zusammengehen mit den Sozialdemokraten ausgesprochen, weil diese „die Sache des Sozialismus verraten hätten“. Die Großmutter Tatjana Slowatinskaja bleibt Juri Trifonow ein Rätsel. Wie konnte sie in ihren Erinnerungen aus dem Jahr 1957 ihren furchtbaren Schmerz geheim halten? Der Schwiegersohn Walentin Trifonow war erschossen worden, der Sohn Pawel war verbannt worden und die Tochter Shenja hatte acht Jahre Verbannung hinter sich.
Über seinen Vater und den Onkel Jewgeni schreibt Juri Trifonow aus der Zeit von 1906 bis 1921:

### Walentin Trifonow
Am 9. März 1906 wurde  Walentin Trifonow wegen eines bewaffneten Überfalls verhaftet und in das Gouvernement Tobolsk verbannt. Er floh zurück nach Rostow, wurde gefasst und wieder nach Tobolsk geschickt. Neun Jahre brachte er in Sibirien zu – 1907 zusammen mit dem Ingenieur für Wärmetechnik Boris Jewgenjewitsch Schalajew (1886–1970) in Tjumen, im selben Jahr zusammen mit Aron Solz in Turinsk und zuletzt ab dem Frühjahr 1910 im Turuchansker Gebiet zusammen mit Josef Dubrowinski (1877–1913). 1914 kamen Stalin und Swerdlow. Beide wurden im Dorf Kurejka am Jenissei südlich von Igarka untergebracht. Stalin soll sich die komplette Bibliothek des verstorbenen Dubrowinski angeeignet haben.
Walentin Trifonow betrieb 1916 – nach dem Ende seiner Verbannung im Jahr 1914 – zusammen mit Jegor Pylajew eine illegale Druckerei für das Petrograder Komitee seiner Partei und war während der Februarrevolution Sekretär der Bolschewisten im Petrograder Sowjet. Lenin, der den bewaffneten Aufstand gegen die Provisorische Regierung plante, regte nach dem 6. Parteitag der Bolschewiki die Aufstellung der Roten Garde an. Walentin und Jewgeni Trifonow gehörten im August 1917 zu den fünf Garde-Gründern, „Initiativquintett“ genannt. Im Januar wurde Walentin Trifonow in das fünfköpfige Gesamtrussische Kollegium zur Bildung der Roten Armee berufen. Im April 1918 wurde er als „Sonderbeauftragter des Volkskommissariats für Militärwesen“ nach Südrussland in den Kampf gegen die Deutschen geschickt. Am 30. April traf er per Bahn in Zarizyn, am 2. Mai in Tichorezk und am 4. Mai in Rostow ein. Am 5. Mai ging es mit der Eisenbahn in Bataisk nicht weiter. Die Deutschen eroberten am 8. Mai Rostow. Walentin Trifonow telegrafierte am 9. Mai zum Rückzug der Roten Armee an Trotzki und Podwoiski nach Moskau: „Die sich aus der Ukraine zurückziehenden Truppen in Stärke von 40 000 Mann sind völlig desorganisiert und demoralisiert.“ Dazu Juri Trifonows Kommentar: „Militärspezialisten und Frontsoldaten konnten ihn [Trotzki] nicht ausstehen. Angemerkt sei, daß auch mein Vater einen schwierigen Charakter hatte.  Er war gar zu selbständig …“ Der Vater habe sich auch mit Jurenew und Antonow-Owsejenko, die er von der Petrograder Roten Garde her kannte, gestritten. Juri Trifonow verschweigt wohlweislich deren Auseinandersetzungen, denn alle drei hätten im Grunde der bolschewistischen Sache gedient und wurden von Stalin 1938 ums Leben gebracht. Seine lebhafte Reisetätigkeit führte Walentin Trifonow bereits gegen Ende Mai – mit Zwischenhalt in Moskau – in den Ural. Dort rebellierten die Tschechoslowakischen Legionen.  Am 8. Juni in Jekaterinburg angekommen, kämpfte Walentin Trifonow ein Jahr lang an der Ostfront des Bürgerkrieges – leitete den Aufbau der Uralarmee und kommandierte die Kamaflottille. In diesen unruhigen Zeiten musste Walentin Trifonow Ende August 1918 auf Weisung von Swerdlow  den Moskauer Goldschatz  in Lyswa verstecken.  Der Zarenmörder Beloborodow half ihm dabei. Koltschak nahm Ende 1918 Lyswa ein, fand den Schatz aber nicht. Krestinski konnte ihn 1922 bergen.
Das von den Weißen besetzte Perm wurde zurückerobert. Am 21. Mai 1919 verließ Walentin Trifonow die 3. Armee im Ural, fuhr am 2. Juni von Moskau aus in den Süden und kämpfte bei Zarizyn gegen Denikin.
Juri Trifonow gibt ein Schreiben seines Vaters vom 10. Juni 1919 aus Koslow an das ZK seiner Partei über den Wjoschenskaja-Aufstand in gekürzter Form wieder. Trotzki, der Verursacher der Repressionen gegen die Kosaken, soll am 11. Juni in Koslow erschienen sein und sich mit Walentin Trifonow gestritten haben. Übrigens bewundert Juri Trifonow den Mut Scholochows, als dieser die Beschreibung des Kosakenaufstandes im Stillen Don zu Zeiten Stalinscher Präsenz in den 1930er Jahren veröffentlicht hatte. In einem Brief an Gorki aus dem Jahr 1931 weist Scholochow auf die über 400 Kosaken hin, die in jener Zeit ohne Gerichtsverfahren innerhalb einer knappen Wochen erschossen worden waren. Schließlich gibt Juri Trifonow Begebenheiten zum Besten, die den Kampf seines Vaters zusammen mit Wladimir Gittis von 1920 bis zum Frühjahr 1921 an der Kaukasusfront zum Gegenstand haben.

### Jewgeni Trifonow
Zusammen mit seinem Bruder Walentin nahm der Schauermann, Müller und Schiffsmaschinist Jewgeni Trifonow 1905 am bewaffneten Aufstand in Rostow teil. Dafür bekam der Kosak aus der Staniza Nowotscherkassk zehn Jahre Katorga. Zunächst nach Tobolsk, Alexandrowskoje und Berjosowo verschickt, durfte er 1916 den Wohnsitz von Ust-Kut nach Petrograd verlegen. Jewgeni Trifonow war in der Arbeitermiliz – ab September 1917 die legale Roten Garde – des Putilow-Werkes aktiv. Ende 1917 kämpfte er mit der Roten Garde in Südrussland gegen Kaledin. In der ersten Maihälfte 1918 an der Zarizynfront kämpfend, traf Jewgeni Trifonow in Zarizyn den Bruder Walentin.
Von der Südfront nach Moskau zurückgekehrt, hörte Jewgeni Trifonow am 11. November 1918 im Bolschoi-Theater anlässlich der Ausrufung der Republik in Deutschland  Reden Lenins, Swerdlows und Kamenews vor Sowjetfunktionären. Jewgeni Trifonow wurde in die Generalstabsakademie berufen und traf sich Ende November mit seinem Bruder, der dort in Moskau eine Grippe auskurierte.

## Einige andere Folgen der drei Revolutionen
Der Leser erfährt Haarsträubendes aus der Geschichte der russischen Katorga, die Jahre nach 1905 betreffend, in Tobolsk, Orjol, Alexandrowskoje, Nertschinsk und Gorny Serentui (im Nertschinsker Gebiet). Nicht nur von Auspeitschungen politischer Häftlinge, die nicht selten tödlich endeten, ist die Rede, sondern vor allem von Rebellionen gegen die Grausamkeiten. So wurde zum Beispiel Bogojawlenski, der Direktor der Katorga Tobolsk, auf offener Straße erschossen. Der Oberaufseher Grigorjew wurde am 8. Januar 1909 in einer Zelle derselben Katorga von dem Häftling Filippow geköpft. Mogiljow, der Nachfolger von Bogojawlenski, wurde im März 1909 von dem Sozialrevolutionär N. D. Schischmarjow, einem Matrosen, auf offener Straße getötet.
Zudem findet der Interessierte gewisse Details aus den Jahren des Bürgerkrieges. Da ist zum Beispiel, die Zeit Ende April/Anfang Mai 1918 betreffend, von dem Bolschewiken Minin sowie der Anarchistin Marussja Nikiforowa die Rede. Oder: Juri Trifonow hat das Telegramm Ordshonikidses an Lenin und Stalin vom 23. Mai 1918 nach Moskau aus einem Archiv ausgegraben, in dem Ordshonikidse den Oberbefehlshaber Awtomonow  in Zarizyn entmachtet. Awtomonow kämpfte darauf in untergeordneter Dienststellung weiter gegen die Weißen und starb Anfang 1919 an Typhus.
Juri Trifonow setzt dem Kosaken Filipp Kusmitsch Mironow, dem Kommandeur der 2. Reiterarmee, der 1921 im Gefängnis ermordet wurde, ein Denkmal. Walentin Trifonow hatte im Frühjahr 1919 bei Buturlinowka im Dongebiet mit Mironow gegen die Kadetten und Krasnow gekämpft. Juri Trifonow, der den Lebensweg solcher Bürgerkriegshelden in Archiven verfolgt hat, bezeichnet das Schicksal von Mironow geradezu als „phantastisch“. Mironow soll mehrfach von den eigenen Leuten – also den Bolschewiki – verhaftet worden sein. Einmal sei er von Budjonny im September 1919 bei Balaschow mit 5 000 Reitern festgenommen und von einem Militärgericht zum Tode durch Erschießen verurteilt worden. Die ganze Nacht vor der morgendlichen Exekution habe er revolutionäre Lieder abgesungen und sei schließlich durch Lenins persönliche Intervention in letzter Minute begnadigt worden.

## Rezeption
- Rolf Michaelis geht am 13. April 1979 in der Zeit auf das tragische Ende des Kosaken Mironow und auf zwei Charaktereigenschaften Stalins ein – als da sind Rücksichtslosigkeit und Rachsucht.[42]

### Deutschsprachige Ausgaben
- Jurij Trifonow: Widerschein des Feuers. Ein Bericht. Aus dem Russischen von Eckhard Thiele. Luchterhand, Neuwied 1979, ISBN 3-472-86484-2
- Juri Trifonow: Widerschein des Feuers. Deutsch von Eckhard Thiele. S. 5–156 in Juri Trifonow: Ausgewählte Werke. Band 2  Verlag Volk und Welt, Berlin 1983 (1. Aufl., verwendete Ausgabe)

### Sekundärliteratur
- Ralf Schröder (Hrsg.): Juri Trifonow: Ausgewählte Werke. Band 4.  Verlag Volk und Welt, Berlin 1983 (1. Aufl.)